# 潘仙祠
潘仙祠，位于中国广东省茂名市高州市城区文明路，奉祀真人潘茂名，始建于明代天启元年。其为高州市文物保护单位，类型为古建筑，公布时间为2000年11月1日。